# Plectris desiderata
Plectris desiderata är en skalbaggsart som beskrevs av Evans 2003. Plectris desiderata ingår i släktet Plectris och familjen Melolonthidae. Inga underarter finns listade i Catalogue of Life.